# Дуб черешчатий (Шишаки)

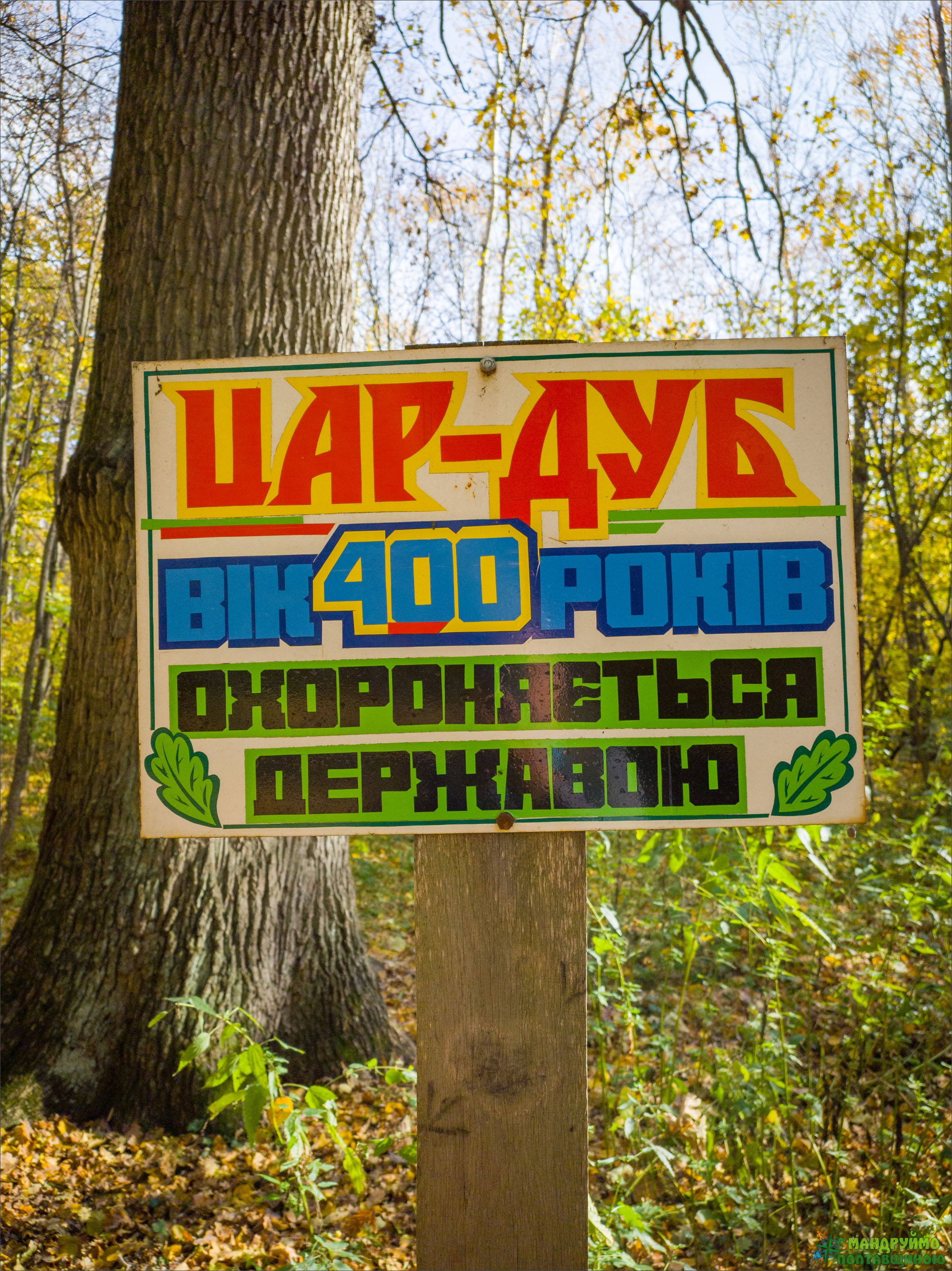

Дуб чере́шчатий — ботанічна пам'ятка природи місцевого значення в Україні. Розташована поруч з селом Шишаки Хорольській міській громаді Лубенського району Полтавської області.
Дуб росте в урочищі Рівне Хорольського лісництва у кварталі 23, виділ 11. Площа 0,05 га, обхват стовбура становить 444 см.
Статус надано згідно з рішенням облвиконкому від 24.12.1970 № 555. Перебуває у віданні ДП «Лубенський лісгосп».
Статус охоронного об'єкта природи надано для збереження одного екземпляра вікового дуба, який має вік понад 400 років.